# 松岡侑里
松岡 侑里（まつおか ゆうり）は、日本の女性声優。主にアダルトゲームなどの成人向けコンテンツに出演している。

## 出演
太字はメインキャラクター。

### アダルトアニメ
- おやすみせっくす（月岡 唯）[1]
  - 第1話 妹の肌に初めて触れた夜（2018年10月）
  - 第2話 兄を寝室へと誘う禁断の合図（2019年5月）
  - 第3話 夢だけで終わらない夜（2021年5月）
  - 第4話 あふれ出る想いが止まらない朝（2021年9月）

- らぶりー （細川 結衣）
  - 第2話 無口な彼女（2020年2月）

- 淫毛 （希美／静凜）[2]（2020年3月）

- サキュバステードライフ THE ANIMATION（秋園 栞奈）[3]
  - 第1巻（2020年8月）
  - 第2巻（2020年12月）

### PCアダルトゲーム
2018年
- イイナリ妻色 ～止まらない腰使い～（水凪 結衣子）[4]
- ママクラブ四 ～正しい性教育を教えよう～（秋津 祥子）[5]

2019年
- イイナリ姉色 ～お姉ちゃんにマーキング～（藍原 芹香）[6]
- 姫と穢欲のサクリファイス（ウィレス）[7]

2020年
- ハニーセレクト2 リビドー（苦労人）
- 俺の知らぬ間に彼女が…花咲かぐら編・宮原麻衣奈編 （花咲 かぐら）[8]
- 少女ドミナンス -独占欲の強すぎる愛娘 玲奈-（明石 実奈）

2022年
- オジサンおかえり 宿無しギャルと始めるドキドキ同棲性活（ミーナ）[9]
- コイカツ! サンシャイン エクステンション!（高潔）

2024年
- アンラベル・トリガー（ソフィア・ノスコーヴァ）[10]
- オトメ世界の歩き方 THE MAIDEN’S WORLD（姫乃 アカリ）[11]
- 俺(♂)はメイド(♀)にさせられて、可憐なキューピッドに弄ばれる（月城 日愛）[12]

2025年
- アンラベル・トリガー -Prelude to War-（ソフィア・ノスコーヴァ）
- 猫忍えくすはーとSPIN!2（甲賀 伊緒）

### オンラインゲーム
2018年
- LitGear（カナン／エデルトルート）
- メルヘンノクターン（ラビィ／ピノキオ／ルーヴ）

2019年
- Alice Re:Code（ソフィー）
- デタリキZ 特別防衛局隊員の日常（浜村 リカ）
- にじげんカノジョ（朝霞 わかな）

2020年
- まほろば妖女奇譚（天照／猫又／両面宿儺）
- ガールズ・ブック・メイカー -君が描く物語-（桃太郎／赤ずきん／リシュリュー／ラ・ベル）

2021年
- 要塞少女（レストア／フォレ）
- LAST DRAGOON～禁断のXXX～（リリエル／アーシェル／マール）
- ミナシゴノシゴト（ソフィア・アルコーン）

2022年
- シュガーコンフリクト -甘いケモノ計画-（ティラミス／バクラヴァ／スウィートハーツ）
- 宝石姫 Reincarnation（アテナース）

2023年
- Keycorrect -きーこれくと-（七海 夕空）

2024年
- アナザーヒロイン -HEROINE DAYS-（泉乃 桜）
- ルミナプログノシス（アナスタシア）

### デジタルコミック
2019年
- 獣人さんとお花ちゃん（飛高 花）

2020年
- トロみつ娘の秘湯サービス-とろッとろちゅるちゅるご奉仕させてください-（あまね）

2021年
- メスガキがあらわれた!（メスガキ）
- サキュバステードライフ（秋園 栞奈）
- おやすみせっくす総集編（月岡 唯）
- サキュバスじゃないモン! （倉科 珠子／鳴海坂歩）

2022年
- デカマラヴァーズ!（ダイアナ）

2023年
- 忠犬ボディーガードが偽物令嬢の嘘と身体を暴くまで。（小鳥遊 玲子）
- 僕を愛で溶かしてくれ～即日求婚!?でもずっと溺愛してくれますか?皇子様（マリア）

2024年
- むちむち巨乳ちゃん、絶倫上司と秘密のナイトトレーニング（加藤 みさき）
- おでかけせっくす総集編（月岡 唯）
- おとまりせっくす総集編（月岡 唯）
- おもいでせっくす総集編（月岡 唯）
- 妹とAV見る 1・2（月岡 唯）
- 三日三晩、兄妹ふたりぐらし（月岡 唯）

### オーディオドラマ
2020年
- 優等生で生意気な妹とバイノーラルえっちフルコース! - 搾られ・生ハメ・両想い -（藤代 麻奈）

2021年
- ふぁんいんもらりてぃ（甚だ非常識な生殖行動の話）（田口 かすみ）
- モンスター娘に襲われるASMR～ラミアのキュレネ編～ （キュレネ）
- ザコにすらなれない、背景のモブとしてブサマにイキ続けるアナタが絶頂パワープラントになるまで（A02）

2022年
- モンスター娘に襲われるASMR～サキュバスのエイシェ編～（エイシェ）
- 妖しくてエッチな魔女に精子をこってりと搾られるお話（ネージュ・シャルロット）

2023年
- モンスター娘に襲われるASMR～アラクネのカンナ編～（カンナ）

2024年
- モンスター娘に襲われるASMR～クイーンラミアのイライザ編～（イライザ）

### インターネット番組
- れいとなでことゆーりが枕を持って女子会してみたラジオ（2019年 - 、YouTube）[13]